# Криловик нитковий
Криловик нитковий (Pterigynandrum filiforme) — вид мохів порядку гіпнобрієвих (Hypnales).

## Поширення
Ареал охоплює такі частини світу: Європа, Азія, Північна Америка.
Населяє середньовологі скельні полиці в гірських лісах, кислотні породи; від низьких до високих висот.

## Галерея

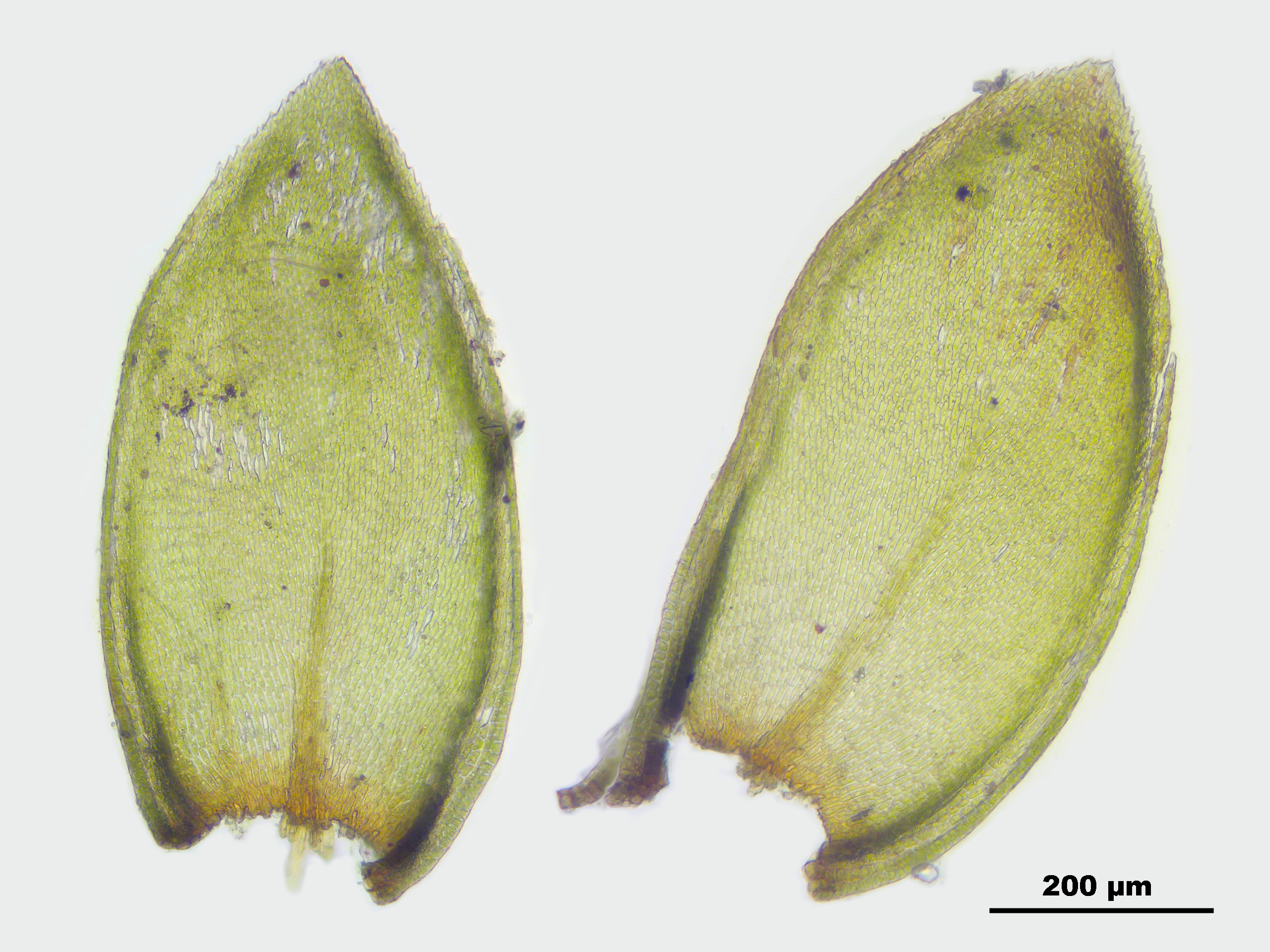
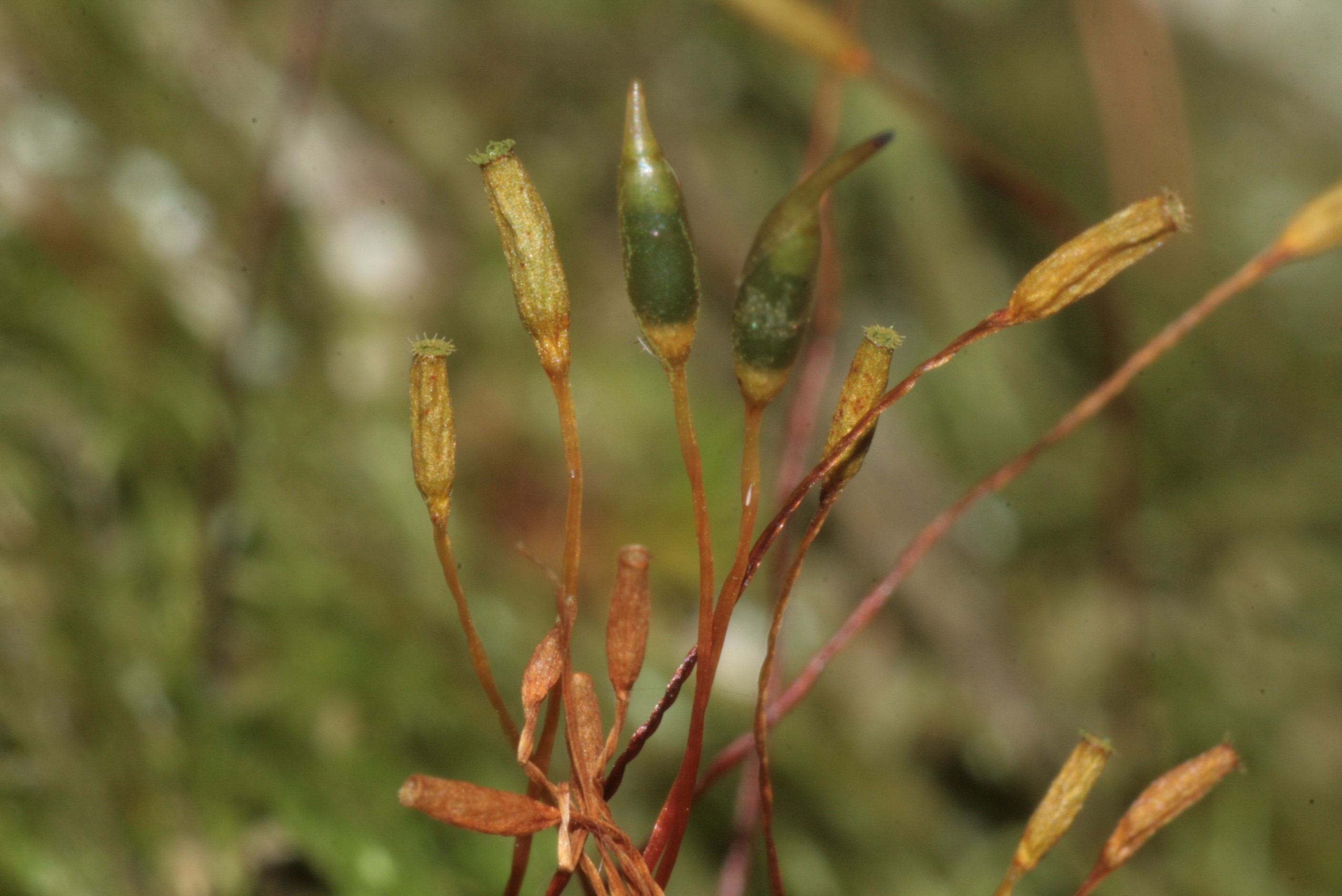

## Характеристика
Листки стебла і гілок злегка диференційовані. Стеблові листки 0.6–1 мм. Коробочкові ніжки 0.5–1.5 см. Коробочка 1–2.5 мм, гладка. Спори 11–13 мкм.